# Le Pâquier (Neuchâtel)
Pour les articles homonymes, voir Pâquier.
Le Pâquier est une localité et une ancienne commune suisse du canton de Neuchâtel, située dans la région Val-de-Ruz.

## Origine du nom
Le mot pâquier, qui vient du francoprovençal, signifie pâturage[réf. nécessaire].

## Géographie
Selon l'Office fédéral de la statistique, Le Pâquier mesurait 9,58 km2. 2,7 % de cette superficie correspond à des surfaces d'habitat ou d'infrastructure, 45,9 % à des surfaces agricoles, 51,0 % à des surfaces boisées et 0,3 % à des surfaces improductives.

## Histoire
Le 1er janvier 2013, la commune a fusionné avec celles de Boudevilliers, Cernier, Chézard-Saint-Martin, Coffrane, Dombresson, Engollon, Fenin-Vilars-Saules, Fontainemelon, Fontaines, Les Geneveys-sur-Coffrane, Les Hauts-Geneveys, Montmollin, Savagnier et Villiers pour former la nouvelle commune de Val-de-Ruz.

## Démographie
Selon l'Office fédéral de la statistique, Le Pâquier comptait 212 habitants fin 2022. Sa densité de population atteint 22 hab./km2.
Le graphique suivant résume l'évolution de la population de Le Pâquier entre 1850 et 2008 :

## Sports
La petite station de ski de Crêt-du-Puy, aux abords immédiats du village.
Didier Cuche, le skieur, a appris à skier dans la station et plus précisément sur les pistes de ski du Chasseral-Nord aux Bugnenets - Savagnières.